# Ninja (film, 2009)
Pour les articles homonymes, voir Ninja (homonymie).
Série
Ninja 2: Shadow of a Tear
(2013)
Pour plus de détails, voir Fiche technique et Distribution.
Ninja est un film d'action américain réalisé par Isaac Florentine, sorti en 2009.
Il a pour suite Ninja 2: Shadow of a Tear.

## Synopsis
Casey Bowman est un orphelin américain qui a été adopté dans un dojo d'arts martiaux au Japon. En raison de sa persévérance et son désir de maîtriser le Bushido, il a gagné le respect du sensei du dojo et de sa fille Namiko Takedi. Cependant, un des meilleurs étudiants nommé Masatzuka nourrit une haine féroce mêlée de jalousie envers Casey, car ils ont en rivalité pour la succession à la tête du dojo. Un matin, lors d'un entraînement contre lui, Masatsuka perd son sang-froid et essaye de le tuer en lançant un Katana. Mais Casey s'en sort indemne et laisse une cicatrice au-dessous de son œil droit. Pour punir Masatzuka, le senseï le bannit du dojo.
Quelques mois plus tard, Masatzuka est devenu un assassin sous contrat avec un conglomérat américain appelé Temple Industries qui est en réalité une secte criminelle souterraine connue sous le nom du Cercle. Il revient au dojo alors que le senseï est sur le point de désigner son successeur lors d'une cérémonie devant ses étudiants accompagnés de leurs parents et vient réclamer le Yoroï Bitsu, une malle précieuse contenant les outils des anciens ninjas qui sont mis à la disposition des soke. Comme le senseï refuse, Masatzuka lui promet qu'il le regrettera. 
Anticipant l'attaque de Masatzuka, le senseï désigne Casey et sa fille Namiko pour emmener le coffre à l'abri avant qu'il ne tombe aux mains de Masatzuka. Casey et Namiko prennent l'avion en direction de New York, où ils confient le coffre au professeur Paul Garrison, un ami du senseï qui enseigne à l'Université de Triborough. Mais ils sont attaqués le lendemain par des membres de la secte envoyés par Masatzuka. Pendant ce temps-là à Tokyo, Masatzuka attaque l'école vêtu d'une armure de ninja avec un assortiment d'armes et tue plusieurs étudiants avant de s'attaquer à son ancien maître. L'ayant empoisonné avec une pointe de flèche enduit d'un poison concocté par des anciens ninjas, il lui demande une dernière fois de lui donner le Yoroï Bitsu, mais voyant que le senseï ne lâche pas prise, il le décapite. 
Casey et Namiko s'enfuient dans le métro, poursuivis par les membres du Cercle, qu'ils finissent par combattre. Après s'en être débarrassés, ils sont arrêtés par la police, qui les croit coupables de l'assassinat du professeur Garrison. Pendant l'interrogatoire, Casey clame leur innocence, mais l'inspecteur Traxler ne le croit pas. Masatzuka arrive au poste de police, coupe l'alimentation et tue une dizaine de policiers avant d'enlever Namiko. Casey parvient à le rejoindre sur le toit, mais Masatzuka le domine, grâce à son sabre, Casey étant désarmé, et s'enfuit avec Namiko, à qui il tente d'extorquer la localisation du Yoroi Bitsu.
Casey s'introduit dans le quartier général du Cercle et défait tous les combattants présents sur place, avant d'appeler Masatzuka, qui exige le Yoroi Bitsu en échange de Namiko. Casey retourne donc le chercher à l'université, où il croise l'inspecteur Traxler, qui accepte de le laisser faire ; il enfile un tenue de ninja, récupère les armes présentes dans le coffre et se rend sur le lieu du rendez-vous fixé avec Masatzuka avec le coffre. Lorsque ce dernier voit que le coffre est vide, il est furieux et engage le combat avec Casey, mais ils sont interrompus par Temple, le chef du Cercle, qui envoie ses hommes pour qu'il les liquide tous les deux. Casey, Masatzuka et Namiko se débarrassent des membres du Cercle, puis Masatzuka empoisonne Namiko.
Casey finit par tuer Masatzuka, mais le flacon contenant l'antidote au poison s'est brisé pendant le combat, condamnant Namiko. Inconsolable, Casey la prend dans ses bras; c'est alors qu'il se rappelle que le senseï avait conféré des pouvoirs de guérison au sabre contenu dans le coffre. Il comprend que le senseï voulait dire que le manche du sabre contient une autre fiole d'antidote, qu'il donne à Namiko, lui sauvant ainsi la vie. La police arrive ensuite sur les lieux, mais l'inspecteur Traxler, satisfait du démantèlement du Cercle, laisse Casey et Namiko repartir au Japon, où ils reprennent la direction du dojo.

## Fiche technique
- Titre : Ninja
- Réalisation : Isaac Florentine
- Scénario : Boaz Davidson et Michael Hurst, d'après une histoire de Boaz Davidson
- Musique : Stephen Edwards
- Direction artistique : Valentina Mladenova
- Décors : Kes Bonnet
- Costumes : Djanina Baykoucheva et Christian Cordella
- Photographie : Ross W. Clarkson
- Son : Vladimir Kaloyanov, Chad J. Hughes, Robert Dehn
- Montage : Irit Raz
- Production : Boaz Davidson, Danny Lerner et Les Weldon

Production déléguée : Avi Lerner, Danny Dimbort, Trevor Short et David Varod
Production associée : Joan Mao
- Sociétés de production[1] : Millennium Films, Nu Image et Fighter Productions
- Sociétés de distribution : 
  - États-Unis : First Look International (DVD et Blu-ray)
  - Canada : VVS Films (DVD et Blu-ray)
  - France : Seven7[2] (DVD et Blu-ray)
- Budget : 10 millions de $ (estimation)[3]
- Pays d'origine :  États-Unis
- Langue originale : anglais, japonais, russe, espagnol
- Format[4] : couleur - 35 mm - 2,35:1 (Cinémascope) - son Dolby Digital
- Genre : action, drame, thriller
- Durée : 86 minutes
- Dates de sortie[5] :
  - Canada : 9 février 2010 (sortie directement en DVD)
  - États-Unis : 2 mars 2010 (sortie directement en DVD)
  - France : 4 mai 2010 (sortie directement en DVD et Blu-ray)
- Classification[6] :
  -  États-Unis : Interdit aux moins de 17 ans (certificat #45044) (R – Restricted) [Note 1].
  -  France : Tous publics[2].

## Distribution
- Scott Adkins (V. F. : Fabien Jacquelin) : Casey Bowman
- Tsuyoshi Ihara (V. F. : Bruno Choël) : Masatzuka
- Mika Hijii (V. F. : Karine Foviau) : Namiko Takeda
- Todd Jensen (V. F. : Guy Chapellier) : Détective Traxler
- Miles Anderson (V. F. : Alain Choquet) : Temple
- Garrick Hagon (V. F. : Jean Roche) : Professeur Garrison
- Togo Igawa (V. F. : Gabriel Le Doze) : Sensei Takeda
- Valentin Ganev : Klimitov
- Atanas Srebrev (de) : Détective Yukovich
- Nikolai Sotirov : Adamovich
- Meglena Karalambova : Rachel
- Kathrerine Khuat : Kiko
- Kenji Motomiya : Akira
- Masaki Onishi : Ryuu
- Fumio Demura : Dai Shihan

Sources et légende : Version française selon le carton de doublage à la fin du générique.

## Réception critique
Ninja a reçu des critiques mitigées. Felix Vasquez, Jr a donné au film trois des quatre étoiles, et a affirmé : "Bien mieux que Ninja Assassin, le film est dit comme divertissant en mangeant un sandwich au jambon et au fromage qui va vraiment à la hauteur de ses promesses d'éclaboussures de sang".

## Suite
Une suite, intitulée Ninja 2: Shadow of a Tear, est sortie en 2013.